# اومبرتو ملناتی
اومبرتو ملناتی (ایتالیایی: Umberto Melnati؛ ‏ ۱۷ ژوئن ۱۸۹۷ – ۳۰ مارس ۱۹۷۹) هنرپیشه اهل ایتالیا بود.
از فیلم‌هایی که وی در آن نقش داشته‌است، می‌توان به حیف که او بدذات است، رزهای قرمز، ترانه آفتاب، مادام دو باری، و اتصال کوتاه اشاره کرد.